# 里茨诺伊恩多夫-施塔科
里茨诺伊恩多夫-施塔科（德語：Rietzneuendorf-Staakow）是德国勃兰登堡州的市镇，隶属于达默-施普雷瓦尔德县。总面积为28.11平方千米，截至2023年12月31日总人口为613人。